# Un Mechón de Pelo
Un Mechón de Pelo é o quinto álbum de estúdio da cantora argentina TINI, lançado em 11 de abril de 2024 pela Hollywood Records e Sony Music Latin. Tini usou suas redes sociais para divulgar e anunciar o álbum através de uma série de posts.
Antes do lançamento do álbum três músicas foram lançadas como singles, sendo elas:"Pa", no dia 1° de abril de 2024, "Posta", no dia 4 de abril e "Buenos Aires" no dia 9 de abril de 2024. 

## Processo e Divulgação
Tini lançou seu quarto álbum de estúdio, Cupido, em 16 de fevereiro de 2023, e foi aclamado comercialmente e pela crítica.  Em entrevista ao El Diario em novembro de 2023, Tini revelou que as lutas pessoais que enfrentou nos últimos anos serviram de inspiração para o novo projeto musical. No dia 22 de fevereiro de 2024, quando levou o seu primeiro Prêmio Lo Nuestro com o álbum Cupido, Tini revelou que não demoraria muito para compartilhar um projeto muito íntimo, que ela nunca imaginou que ousaria contar.
No dia 15 de março de 2024, a cantora deixou seu Instagram sem nenhuma postagem, e deletou sua foto de perfil. Em seu story no Instagram, ela compartilhou uma foto do chão cheio de fios de cabelo cortados. Nos dias seguintes, a cantora compartilhou fotos em seu feed, com citações misteriosas, e em seguida as deletou. Depois passou a publicar fotos junto de gravações de áudio. No dia 26 de março, a cantora enfim revelou o título e a data de lançamento do seu quinto álbum de estúdio.
Também através de suas redes sociais, Tini anunciou três apresentações únicas de divulgação do novo álbum após sua estreia, nos dias 25, 26 e 27 de abril, todas em Buenos Aires. Após esgotar todos os shows foram abertas as vendas de ingressos para mais duas apresentações, nos dias 28 e 29. Todos acabaram sendo adiados devido as condições climáticas. Tini descreveu o show como "intimista, completo e muito introspectivo, contando essa história como nunca fiz antes em um show". A apresentação contou com transmissão ao vivo, para contemplar os fãs que não puderam estar pessoalmente.

## Produção e Inspirações
Un Mechón de Pelo tem como pano de fundo o sentimental de Tini depois de chegar "ao fundo do poço" durante um processo emocional e psicológico que culminou em seu diagnóstico de depressão. O álbum, escrito durante e após esse momento de sua vida, é um grande desabafo de quem se manteve por muitos anos calada. Suas músicas abordam e confrontam situações delicadas de sua vida durante a adolescência e fase adulta. Algumas das questões que aparecem no álbum são: o difícil período de internação de seu pai em março de 2022, que a abalou profundamente; os ataques e críticas sobre seu corpo sofridos desde os 15 anos; questões judiciais enfrentadas por seu pai e nunca tragas a tona por ela e sua família; fofocas e boatos espalhados sobre sua vida pessoal e sobre o relacionamento com o futebolista Rodrigo De Paul de 2022 a 2023; além das questões de saúde mental vividos por ela, como ataques de pânico e crises depressivas, que levaram-na a começar tratamento psicológico; O nome do álbum (em Português Uma Mecha de Cabelo) faz referência as diversas mudanças de cabelo da cantora ao longo desse processo emocional.  
Em entrevista antes do anunciou do álbum, Tini ressaltou que com esse projeto ela quer se abrir ao público. Para a Apple Music Tini contou que Un Mechón de Pelo é um projeto que exemplifica a evolução, onde cada canção mostra um momento diferente em sua cura pessoal, e ainda explicou um pouco cada faixa:

### Pa
A música e o clipe contam como foi para a cantora o sofrimento e angústia vividos durante o período que seu pai esteve internado por complicações de saúde, quando Tini chegou a cancelar shows de sua turnê. "É a gota que faltava para o copo transbordar. Nunca havia experimentado tanta dor em tão pouco tempo. Foi um choque enorme porque, de um dia para o outro, eu quase perdi o meu pai (...)" 

### Posta
"Sempre tive essa personalidade na minha cabeça: se eu falasse algo ou questionasse não seria bom, seria pior midiaticamente, por que eu fui guardando muitas coisas pra mim. Nessa música eu repito muitos rótulos e falas que escutei sobre mim e que, quando cresci, decidi não escutar mais. A Tini de hoje, a loira, falando para a Tini do passado depois de cruzar essa porta, esse limite. No clipe tudo fica mais claro, mas é esse enfrentamento: a Tini que sente vontade de falar para a Tini que está de costas o tempo todo." 

### Miedo
"No processo emocional que passei durante o ano passado, enquanto me diagnosticavam com depressão e eu tinha que viver com ela, comecei a sentir muito medo. Por isso, essa terceira música é onde eu expresso como eu sinto tudo. É uma nota que eu escrevi no celular, em uma das várias noites em que não pude dormir, e depois vi o pessoal no outro dia no estúdio. Queria encontrar uma forma de integra-la em uma música." 

### Ni de Ti
"No processo de dor também está a raiva. Essa musica representa a ira, momento em que tudo te irrita. A voz tem um efeito que expressa essa sensação, e a batida também é um pouco agressiva. Tudo tem origem nessas mentiras, circulando até que chegaram na minha avó que ficou preocupada. Liguei para ela que tentou me tranquilizar, me disse 'eu sei quem você é e sei que estão inventando tudo isso'. Mas mesmo assim na minha mente algo dizia 'não estou tranquila' enquanto ela falava 'Martina, calma'. Decidimos deixar as falas da minha avó durante a ligação porque mostram como foram essas mudanças e como foi passar por esse processo." 

### Ángel
"As vezes para curar e entender temos que voltar no passado. Aqui começo contando a história em terceira pessoa sobre meu pai, a quem eu volto a citar por todo amor que eu tenho por ele, e por tudo que vivimos em um momento lá em 2008. Sempre houve um estigma de que meu pai, por ser produtor de televisão, me colocou numa posição privilegiada. Mas em 2008 ele basicamente teve que se exilar do país, e nem a mim eles queriam contratar. Depois a justiça veio, e em um casting muito importante, o de Violetta, consegui o papel porque era uma produção europeia, e não argentina. É uma das músicas mais complexas do álbum, onde falo da minha infância, adolescência e fase adulta." 

### Buenos Aires
"É uma das músicas que mais me custou escrever por causa do amor que tenho pelo lugar. Eu nasci em Buenos Aires e cresci aqui. Minha família, minhas amigas, minha casa está em Buenos Aires. É o lugar que mais amo. Desde que comecei a trabalhar e viajar, esperava o dia de voltar para Buenos Aires porque era meu refúgio, meu lar. Demorei 10 anos ou mais para voltar a sentir essa liberdade andando pelas ruas, sem medo de falar a minha verdade." 

### Tinta 90
"Ao longo desse álbum tenho uma longa conversa comigo mesma, e nessa música também. Falo um pouco mais e vou mais fundo em todas as noites em que senti que nunca mais o sol ia voltar a sair, e nunca mais ia amanhecer. Converso comigo, é uma conversa que tenho na minha cabeça e fala sobre esse sentir, esse achar que não existe solução, que eu não podia sair. Essas emoções que me agarraram e pareciam que ficariam comigo para sempre." 

### Ellas
"Depois de achar que nunca mais amanheceria, no fim aparecem essas vozes das minhas amigas para me salvar. Conheço elas desde que tenho 3 anos e são as pessoas que sempre me escutaram, que sempre escutei, e sempre me fizeram ver o amor, a luz e a energia quando achei que não a tinha mais. Nesse interlúdio agradeço a elas por estarem aí por mim e por me fazerem sentir que valia a pena me dar uma segunda oportunidade. A mudança dá medo. E elas me acompanharam em todo esse processo." 

### Bien
"Aqui surge o entendimento de me permitir estar mal. Está tudo bem que eu não esteja bem. Esta tudo bem que eu passe por isso. Fazer as pazes com a situação, com o diagnóstico, com o processo. Nem tudo tem que estar sempre bem. Essa música também é uma carta para minha família, para o céu, para Deus, minhas amigas. Também cito elas, e volto a citar essa menina a quem eu digo: 'e pensar que quase te disse adeus, e agora fizemos as pazes nós duas'." 

### Me Voy
"Por fim, essa faixa é como dizer já desabafei, já passei pelo momento mais escuro. Com certeza virá outro, mas será diferente, esse já não faz mais parte de mim. Eu sigo em um processo de cura, mas estou contando sobre todas essas coisas que formaram parte do meu passado. Assuntos que guardei 15 anos sem falar, ou que trazia comigo a 2 anos. Verei o que a vida tem pra me dar, mas isso é tudo que eu tinha vontade de dizer e aí está. Agora eu me vou, voltei para mim mesma." 

## Desempenho comercial
Depois de seu lançamento, Un Mechón de Pelo ocupou todas as posições do Top 10 da Apple Music Argentina simultaneamente, conquista inédita para Tini. Da mesma forma, todas as canções entraram juntas no Top 30 do Spotify Argentino, sendo este o primeiro feito de uma artista feminina argentina na história da plataforma. O álbum foi referenciado pela Billboard Espanhol como o mais pessoal da cantora até o momento.

## Lista de músicas
| N.º | Título         | Duração |  |
| 1.  | "Pa"           | 3:10    |  |
| 2.  | "Posta"        | 2:01    |  |
| 3.  | "Miedo"        | 3:05    |  |
| 4.  | "Ni de Ti"     | 2:34    |  |
| 5.  | "Ángel"        | 3:46    |  |
| 6.  | "Buenos Aires" | 3:23    |  |
| 7.  | "Tinta 90"     | 2:46    |  |
| 8.  | "Ellas"        | 1:47    |  |
| 9.  | "Bien"         | 2:52    |  |
| 10. | "Me Voy"       | 2:20    |  |